# Кедерешть
Кедерешть, Кедерешті (рум. Cădărești) — село у повіті Бакеу в Румунії. Входить до складу комуни Паланка.
Село розташоване на відстані 226 км на північ від Бухареста, 65 км на захід від Бакеу, 137 км на південний захід від Ясс, 97 км на північ від Брашова.

## Населення
За даними перепису населення 2002 року у селі проживали 111 осіб.
Національний склад населення села:
| Національність | Кількість осіб | Відсоток |
| -------------- | -------------- | -------- |
| румуни         | 103            | 92,8%    |
| угорці         | 8              | 7,2%     |

Рідною мовою назвали:
| Мова      | Кількість осіб | Відсоток |
| --------- | -------------- | -------- |
| румунську | 94             | 84,7%    |
| угорську  | 17             | 15,3%    |